# Lívio Abramo
Lívio Abramo (Araraquara, 26 de junho de 1903 — Assunção, 26 de abril de 1992) foi um gravador, desenhista e pintor brasileiro de renome internacional.  Trotskista e militante sindical torna-se membro da Oposição de Esquerda Internacional no Brasil, junto com Mário Pedrosa, Lívio Xavier e Aristides Lobo, organização liderada por Leon Trotski.
Realiza suas primeiras gravuras em 1926 quando, bastante influenciado pelos temas humanos e sociais do expressionismo europeu, introduz no Brasil a gravura moderna.
Viajou para a Europa com o prêmio de viagem do Salão Nacional de Arte Moderna de 1950, onde conheceu o não-figurativismo, que traduziu para uma linguagem pessoal. Esse estilo ficou mais patente na série Festa, iniciada em 1954 e um dos momentos mais ricos de sua carreira.
Neto do anarquista italiano Bortolo Scarmagnan, é parte de uma família muito influente na arte, na imprensa e na política brasileira. Irmão de Athos Abramo, Fúlvio Abramo, Beatriz Abramo, Lélia Abramo, Mário Abramo e Cláudio Abramo.

## Biografia
Segundo a Enciclopédia Itaú Cultural, em 1909 muda-se para a capital de São Paulo, onde estuda desenho com Enrico Vio (1874-1960) no Colégio Dante Alighieri. No início dos anos de 1920, faz ilustrações para pequenos jornais e entra em contato com a obra de Oswaldo Goeldi (1895-1961) e de gravadores expressionistas alemães. Realiza as primeiras gravuras em 1926. 
No começo dos anos de 1930, influencia-se pela fase antropofágica de Tarsila do Amaral (1886-1973). Durante o governo Getúlio Vargas filia-se ao Partido Comunista Brasileiro (PCB), do qual é expulso em 1932. É preso por motivos políticos por duas vezes. Ainda nessa época deixa de gravar para dedicar-se ao sindicalismo.
Retorna a gravura em 1935, incorporando a temática social em seu trabalho. Em 1947, ilustra o livro Pelo Sertão, do escritor Afonso Arinos de Mello Franco, publicado em 1949 pela Sociedade dos Cem Bibliófilos do Brasil. Com essa série de ilustrações, apresentadas no Salão Nacional de Belas Artes (SNBA), obtém o prêmio de viagem ao exterior. 
Viaja para a Europa em 1951. Em Paris frequenta o Atelier 17 aperfeiçoando-se em gravura em metal com Stanley William Hayter (1901-1988). De volta ao Brasil, em 1953, é premiado como o melhor gravador nacional na 2ª Bienal Internacional de São Paulo. Dá aulas de xilogravura na Escola de Artesanato do Museu de Arte Moderna de São Paulo (MAM/SP). Foram seus alunos, entre outros, Maria Bonomi (1935) e Antonio Henrique Amaral (1935). Funda o Estúdio Gravura, em 1960, com Maria Bonomi. Em 1962, é convidado pelo Itamaraty a integrar a Missão Cultural Brasil-Paraguai, posteriormente Centro de Estudos Brasileiros. Muda-se para o Paraguai e dirige até 1992, o Setor de Artes Plásticas e Visuais. É fundador do Instituto do Patrimônio Histórico e Artístico do Paraguai.

## Exposições
- 72 gravuras de Lívio Abramo no Instituto Tomie Ohtake